# Banloc
Banloc es una comuna ubicada en el distrito de Timiș, Rumania.

## Superficie
Posee una superficie de 117,8 kilómetros cuadrados.

## Demografía
Hasta 2021 la población era de 2821 habitantes, con una densidad de población de 23,94 habitantes por kilómetro cuadrado.